# Hulegudda, Yelbarga
Hulegudda là một làng thuộc tehsil Yelbarga, huyện Koppal, bang Karnataka, Ấn Độ.